# Frank Sinclair
Frank Mohammed Sinclair (* 3. Dezember 1971 in London) ist ein ehemaliger  jamaikanischer Fußballspieler. Als Abwehrspieler war er besonders als langjähriger Akteur des FC Chelsea und von Leicester City bekannt. Größte Erfolge waren für ihn 1997 der Gewinn des FA Cups und des Ligapokals in den Jahren 1998 und 2000. Dazu absolvierte er 28 Länderspiele für Jamaika und neben den beiden Teilnahmen am Gold Cup 1998 und 2000 war er Mitglied des Kaders anlässlich der WM-Endrunde 1998 in Frankreich.

## Vereinskarriere

### FC Chelsea
Sinclair wurde in der Jugend des FC Chelsea ausgebildet und nach der Beförderung in den Profikader zur Spielzeit 1990/91 kam er in der Spätphase der Saison gegen Luton Town zu seinem Erstligadebüt. In der sportlich bedeutungsarmen Partie am 6. April 1991 nutzte Trainer Bobby Campbell nach vier Niederlagen in Serie die Gelegenheit, einige Nachwuchskräfte zu testen und es drohte eine Pleite, als Luton schnell mit 3:0 in Führung ging. Letztlich glich die verjüngte Mannschaft noch zum 3:3 aus und der zweikampfstarke und ausdauernde Sinclair zeigte als Rechtsfuß auf der linken Außenverteidigerposition eine vielversprechende Leistung. Er behielt seinen Platz für die nächsten drei Partien, wobei er nach einem Remis gegen Everton und einem Sieg gegen Norwich Lehrgeld gegen Nottingham Forest zahlen musste. Hier legte ihm sein Gegenspieler Gary Crosby die noch vorhandenen Schwäche deutlich offen und beim 0:7 wurde Sinclair zur Halbzeit ausgewechselt und kam auch im weiteren Saisonverlauf nicht mehr zum Zuge. Nach einer weiteren Enttäuschung beim 0:3 zum Start in die neue Saison 1991/92 gegen Oldham Athletic half Sinclair auf Leihbasis bei West Bromwich Albion aus. Dort sammelte er zwar etwas Spielpraxis, war jedoch gegen Exeter City auch an einem (umstrittenen) Zwischenfall mit einem Schiedsrichter beteiligt, nach dem er für neun Partien gesperrt wurde.
Er kehrte bei Chelsea im März 1992 zur Partie gegen Norwich (1:0) zurück, absolvierte noch sechs weitere Partien in dieser Saison und sorgte per Kopfball beim 1:3 gegen Aston Villa für seinen ersten Treffer für die „Blues“. Zu Beginn der ersten Premier-League-Spielzeit 1992/93 musste Sinclair aufgrund einer Knöchelverletzung pausieren und vor seinem Comeback gegen Manchester City (1:0) hatte sich sein Konkurrent Paul Elliott so schwer am Knie verletzt, dass die Karriere für ihn bei Chelsea faktisch zu Ende war. Sinclair wuchs mit der neuen Aufgabe und nach insgesamt 32 Ligaeinsätzen wurde er vereinsintern zu besten Spieler der abgelaufenen Saison gewählt. Der neue Trainer Glenn Hoddle setzte Sinclair in der Abwehrmitte ein und obwohl er dort zu gefallen wusste, waren Chelseas Ligaresultate durchwachsen. Im FA Cup jedoch erreichte man das Endspiel gegen Manchester United, das für Sinclair unglücklich verlief. Hier verursachte er im Duell mit Andrei Kantschelskis einen (erneut umstrittenen) Elfmeter, der zum 0:2 führte, und wenige Minuten später war er hauptverantwortlich für das 0:3 von Mark Hughes. Trotz der 0:4-Niederlage nahm Chelsea am Europapokal der Pokalsieger teil und Sinclair wurde auf dem Weg ins Halbfinale mit einer Ausnahme in jedem Spiel eingesetzt. Im Semifinalrückspiel gegen Real Saragossa schoss er dazu ein Tor zum 3:1-Sieg, das jedoch nicht zum Weiterkommen genügte. In der Meisterschaft waren Chelseas Darbietungen weiter problematisch, wobei sich Sinclairs persönliche Entwicklung mit 35 Einsätzen positiv gestaltete. In Hoddles letzter Saison 1995/96 hatte er nach gutem Beginn mit Formschwächen zu kämpfen, mit Tiefpunkten bei seiner Hinausstellung nach grobem Foul an Ryan Giggs und seiner Auswechslung bei der 0:3-Niederlage gegen die Blackburn Rovers eine Woche später. Es folgte eine lange Pause, bevor er im Februar 1996 den verletzten Michael Duberry kurzzeitig und nur für zwei Spiele vertrat.
In der Vorbereitung zur Saison 1996/97 verletzte er sich derart schwer, dass er vier Monate ausfiel und erst zum Jahreswechsel wieder den Weg in die Mannschaft fand. Von Mitte Januar 1997 war er wieder Stammkraft, zeigte sich unter dem neuen Trainer Ruud Gullit technisch verbessert und auch im Endspiel des FA Cup lief er in der Startformation auf. Als rechter Verteidiger rehabilitierte er sich für die Negativerfahrung aus dem Pokalendspiel drei Jahre zuvor, als er mit seinen Mannen den FC Middlesbrough mit 2:0 besiegte und Chelsea damit den ersten bedeutenden Titel nach 26-jähriger Durststrecke gewann. Im folgenden englischen Supercup (Charity Shield) gegen Manchester United war er der erste Schütze im abschließenden Elfmeterschießen; er scheitere an Peter Schmeichel und die Partie ging für Chelsea verloren. Sechs Tage später schoss er den Führungstreffer gegen Coventry City (Endstand 2:3) und sein Torjubel mit hochgezogener Hose brachte ihm eine Verwarnung von Seiten des englischen Fußballverbands ein. Drei weitere Wochen danach handelte er sich aufgrund eines Kopfstoßes an einem Spieler des FC Southampton (4:2) eine rote Karte ein, wodurch er seinen Stammplatz für kurze Zeit verlor. Eine Verletzung aus dem Ligapokalspiel gegen Ipswich Town verschlechtere seine Perspektive weiter, bevor er im Viertelfinalrückspiel des europäischen Pokalsiegerwettbewerbs gegen Betis Sevilla ein wichtiges Tor schoss. Zehn Tage danach gewann Sinclair mit Chelsea das Finale im Ligapokal gegen den FC Middlesbrough (2:0). Dieser Einsatz war jedoch Sinclairs letzter für die „Blues“ und verletzungsbedingt verpasste er die restlichen Saionsspiele, darunter auch das Endspiel im Europapokal, in dem Chelsea in Stockholm den VfB Stuttgart mit 1:0 besiegte. Als sich der Verein im Sommer mit Albert Ferrer und Marcel Desailly prominent in der Abwehr verstärkte, wechselte Sinclair für eine Ablöse von zwei Millionen Pfund zum Ligakonkurrenten Leicester City.

### Leicester City
Der Vereinsrekordstransfer von Leicester fügte sich gut in die Mannschaft ein, gleichsam im Abwehrzentrum und als offensiver Außenverteidiger, und überzeugte durch Schnelligkeit und einer hohen physischen Präsenz. Problematisch an seiner körperbetonten Spielweise war die große Anzahl an Verwarnungskarten, die dafür sorgte, dass er sich im April 1999 vor dem Disziplinarkomitee des Ligaverbands verantworten musste. Dazu machte er Schlagzeilen, als er für das Endspiel im Ligapokal, das Leicester letztlich verlor, aus disziplinarischen Gründen aus dem Kader gestrichen wurde. Mit Pech begann für Sinclair die Saison 1999/2000 mit zwei Eigentoren innerhalb der ersten Woche gegen Arsenal (1:2) und Chelsea (2:2) in jeweils letzter Minute. Als späte Entschädigung folgte der Gewinn des Ligapokals 2000 und nach seinem Fehlen im Vorjahr stand er gegen die Tranmere Rovers (2:1) in der Startelf.
Nach einer Leistenoperation begann Sinclairs Saison 2000/01 erst im Oktober 2000, als er den verletzten Andy Impey auf der rechten Seite vertrat. In der Folgezeit fand er zwar zu guten Leistungen zurück, aber eine hartnäckige Wadenverletzung unterbrach mehrfach eine mögliche Serie von Einsätzen und in dieser Zeit litt Leicester offensichtlich unter seinem Fehlen. In der Spielzeit 2001/02 zeigte er wieder beständig gute Leistungen, wenngleich ihm in der Partie gegen den FC Middlesbrough ein erneutes (und per Weitschuss spektakuläres) Eigentor unterlief und er am Ende aus der Premier League abstieg. Im Jahr darauf war er auf dem Weg zum direkten Wiederaufstieg ein Schlüsselspieler, obwohl er sich auch dort in der Schlussphase wieder mit Wadenproblemen plagte. Eine zusätzliche Oberschenkelblessur in der Vorbereitung zur Saison 2003/04 warf ihn weiter zurück und so musste er fortan um seinen Stammplatz kämpfen. Neben den sportlichen Problemen, die am Ende mit seinem zweiten Leicester-Abstieg ihren Tiefpunkt hatten, machte er auch abseits des Fußballs negativ von sich reden, wenngleich der Vorwurf der sexuellen Belästigung in einem spanischen Trainingslager im Mai 2004 wieder fallengelassen wurde. Sein auslaufender Vertrag wurde anschließend nicht mehr verlängert.

### Letzte Karrierestationen

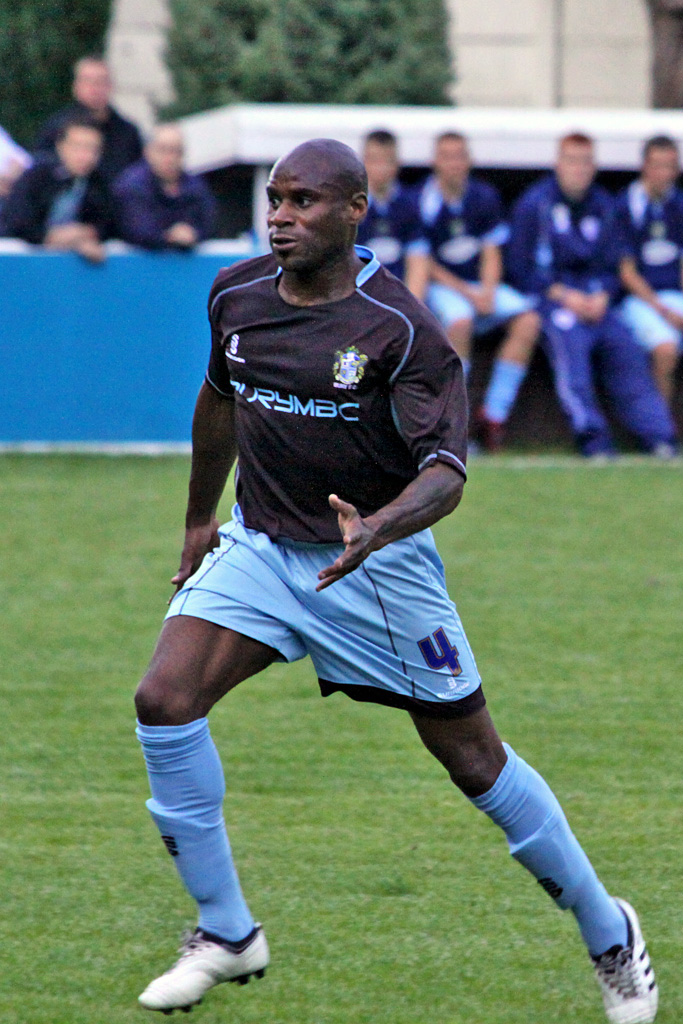
Frank Sinclair (2009)

Der Zweitligist FC Burnley unter Trainer Steve Cotterill sicherte sich Ende Juli 2004 Sinclairs Dienste. Dieser sorgte zunächst gemeinsam mit John McGreal für ein stabiles Abwehrzentrum, bevor ihn der junge Gary Cahill zeitweise ersetzte und er auf die rechte Seite auswich. Problematisch waren neben weiteren Verletzungspausen seine stetigen Verwarnungen, aber aufgrund seiner Führungsqualitäten (und als ältester Spieler) wurde ihm die Rolle des Mannschaftskapitäns übertragen. In seinem dritten Jahr wirkten seine Auftritte als rechter Außenverteidiger öfter etwas hölzern und seine besten Jahre schienen nun vorbei. Burnley lieh ihn im Februar 2007 an den Drittligisten Huddersfield Town aus, wo er auf Anhieb ins Team passte und noch 13 Meisterschaftspartien bestritt. Huddersfield nahm Sinclair dann fest unter Vertrag und auch dort übernahm er die Kapitänsrolle. Wenn ihn keine Verletzungen hinderten, war er auf der rechten Verteidigerposition gesetzt. Er musste jedoch auch wieder zwei rote Karten hinnehmen und zum Ende der Saison 2007/08 wurde er von dem neuen Trainer freigestellt für einen neuen Verein.
Mit dem Viertligisten Lincoln City fand Sinclair im Juli 2008 einen neuen Arbeitgeber. Er absolvierte 24 Pflichtspiele und wurde dann im März 2009 an den Ligakonkurrenten Wycombe Wanderers ausgeliehen (ein weiterer Lincoln-Einsatz hätte den Vertrag automatisch verlängert). Außerhalb des Profifußballs ließ er seine aktive Karriere bei Vereinen wie dem Fünftligisten FC Wrexham ausklingen.

## Nationalmannschaft
Sinclair war einer von sieben in England geborenen Profifußballer jamaikanischer Abstammung, die sich im Vorfeld der WM 1998 in Frankreich dafür entschieden, für die Auswahl Jamaikas zu spielen. Zunächst betritt Sinclair Anfang Februar 1998 den Gold Cup und belegte dort den vierten Platz. Im Sommer folgte die Weltmeisterschaftsendrunde und Sinclair bestritt alle drei Gruppenspiele, die jedoch nach zwei Niederlagen gegen Kroatien (1:3) und Argentinien (0:5) sowie einem Sieg gegen Japan (2:1) das vorzeitige Aus nach sich zogen. Insgesamt bestritt er 28 Länderspiele bis 2003 und bei seiner zweiten Teilnahme am Gold Cup 2000 schied er mit seinen Mannen bereits in der Vorrunde aus.

## Traineraktivitäten
Sinclair trat seine erste Cheftrainertätigkeit im Amateurfußball beim walisischen Klub Colwyn Bay an, der in der sechsten englischen Liga spielte. Er blieb dort 23 Monate und im Verlauf der Saison 2014/15, die mit dem Abstieg des Klubs endete, trat er im Januar 2015 von seinem Posten zurück. Nach einer kurzen Anschlussbeschäftigung für Brackley Town zu Beginn der Saison 2015/16 arbeitete er erneut in der sechsten Liga für Hednesford Town. Nach nur zweieinhalb Monaten und zwei Siegen aus 13 Partien trennte man sich Anfang März 2016 schon wieder, machte diese Entscheidung aber nur 48 Stunden danach wieder rückgängig. Das endgültige Ende in Hednesford folgte sechs Wochen später.

## Titel/Auszeichnungen
- Englischer Pokal (1): 1997
- Englischer Ligapokal (2): 1998, 2000